# Соколово (Бургаська область)
Соко́лово (болг. Соколово) — село в Бургаській області Болгарії. Входить до складу общини Карнобат.

## Населення
За даними перепису населення 2011 року у селі проживали 294 особи.
Національний склад населення села:
| Національність   | Кількість осіб | Відсоток |
| ---------------- | -------------- | -------- |
| болгари          | 142            | 48,6%    |
| турки            | 123            | 42,1%    |
| цигани           | 16             | 5,5%     |
| інша             | 0              | 0%       |
| не визначились   | 11             | 3,8%     |
| Всього відповіли | 292            |          |

Розподіл населення за віком у 2011 році:
Динаміка населення: